# Meister von Joachim und Anna

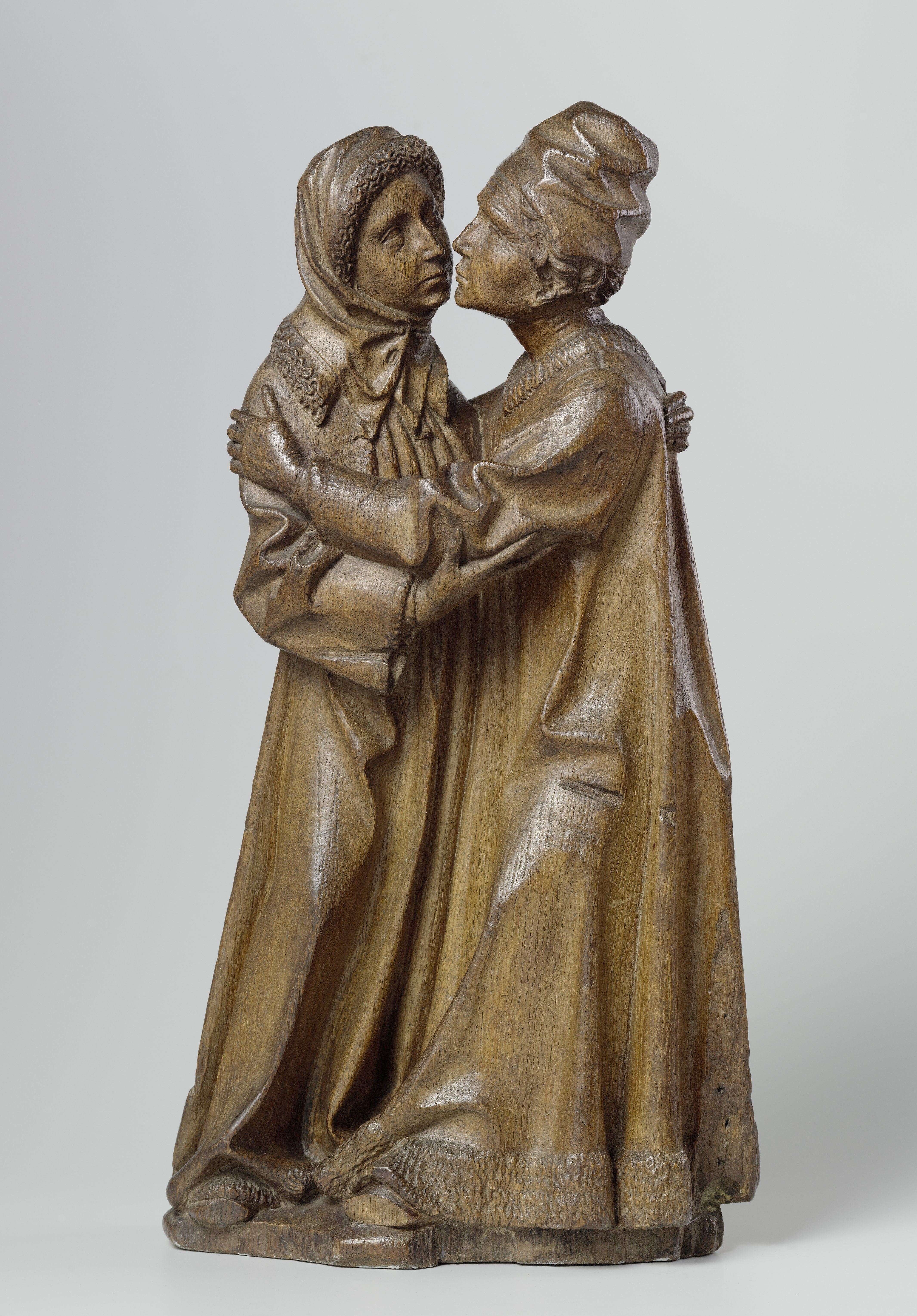
Meister von Joachim und Anna: Begegnung Joachims und Annas an der Goldenen Pforte, c. 1470, Rijksmuseum Amsterdam

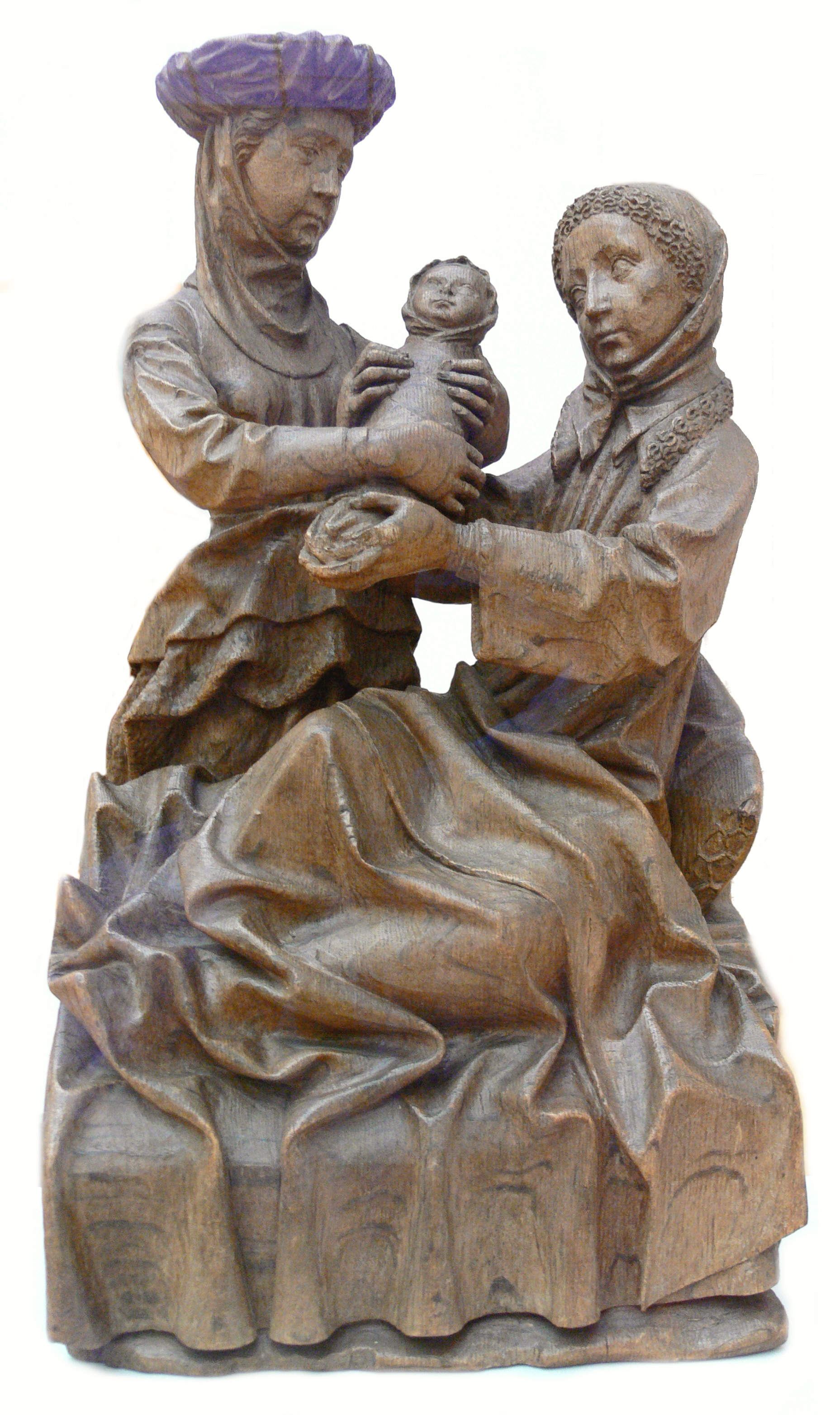
Meister von Joachim und Anna: Geburt der Maria, um 1450

Der Meister von Joachim und Anna (tätig 2. Hälfte 15. Jahrhundert) war ein niederländischer Bildschnitzer.
Der Meister von Joachim und Anna ist ein namentlich heute nicht mehr bekannter Bildschnitzer, der allgemein als ein Hauptmeister der nordniederländischen Bildhauerkunst des 15. Jahrhunderts gilt. Aufgrund stilistischer Vergleiche und dem verwendeten Material – Eichenholz – wird er überwiegend als ein zwischen 1450 und 1480 in Utrecht oder Umgebung tätiger Bildhauer angesehen, der ein Zeitgenosse des ebenfalls dort tätigen Adriaen van Wesel gewesen ist. Ob diese These stimmt, lässt sich derzeit nicht belegen.
Seinen Notnamen erhielt der Meister nach einer Figurengruppe mit der „Begegnung Joachims und Annas an der Goldenen Pforte“, die sich heute im Rijksmuseum in Amsterdam (Inv.-Nr.: BK-NM-88) befindet und Teil eines nicht mehr erhaltenen Retabels ist. Wahrscheinlich vom selben Retabel stammt eine weitere Figurengruppe mit der „Geburt der Maria“, die sich heute in der Berliner Skulpturensammlung (Inv.-Nr.: 8333) befindet. Ein drittes, ihm ebenfalls zugewiesenes Werk befindet sich in einer privaten Sammlung.